# Serena Tamburini
Serena Tamburini (Rovereto, 9 settembre 1948) è una musicista e compositrice italiana.

## Biografia

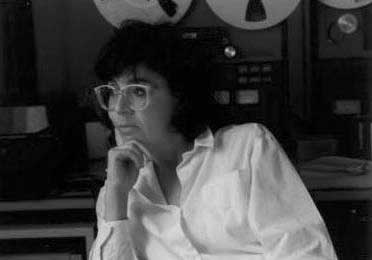
SerenaTamburini

Nasce a Rovereto (Trento) e, dopo aver vissuto in diverse città, risiede da molti anni a Roma. Dando seguito all'artistica tradizione di famiglia (il bisnonno Luigi Mozzani liutaio chitarrista e compositore, la madre Carmen Lenzi Mozzani chitarrista e didatta, il fratello Alessandro Tamburini scrittore) si iscrive al corso di flauto con Giancarlo Graverini presso il Conservatorio “Rossini” di Pesaro, e in seguito, al corso di composizione musicale elettronica con Giorgio Nottoli al Conservatorio “Refice” di Frosinone.
La sua vita musicale inizia quindi come flautista e per alcuni anni affianca l'attività di esecutrice sia con un repertorio classico che nell'ambito della musica contemporanea allo studio e quindi l'insegnamento della musica antica e barocca con i flauti dolci.
Dai primi anni ‘80 inizia il suo lavoro di compositore dedicato in special modo alle opere elettroacustiche. I suoi lavori, pur utilizzando spesso strumenti acustici, prevedono sempre la presenza del suono sintetico e molto spesso l'elaborazione del suono concreto strumentale e non.
Proprio per il suo interesse alla ricerca nell'ambito acustico, collabora alla messa a punto, realizzando opere musicali, di prototipi di macchine e programmi dedicati alla generazione e gestione del suono. 
In particolare: il sintetizzatore WS-8, basato sulla sintesi di Fourier inversa, realizzato in collaborazione con l'Istituto di Acustica “Corbino” del C.N.R. di Roma, e i linguaggi ad alto livello per la gestione dei parametri musicali MSYS/03 e MSYS/07.
Conservando sempre il suo interesse per la ricerca sperimentale, utilizza per le sue composizioni anche la tecnologia basata sui sistemi MIDI e sui campionatori di suono gestiti da programmi pilotati da personal computer.
Interessata alla diffusione della musica contemporanea, e particolarmente di quella elettroacustica, si dedica, parallelamente all'attività di compositore, a quella di organizzatore di concerti e di eventi musicali assumendo, in collaborazione prima con Francesco Galante e poi con Mauro Bagella, la direzione dell'associazione musicale "Musica Verticale". Per questa associazione organizzerà un festival a Roma, per ciascuno dei 6 anni nei quali ne sarà responsabile, numerosi concerti in Italia e all'estero, in collaborazione con organismi pubblici e Istituti di cultura internazionali, conferenze e convegni.
Nel 1988 fonda, insieme ad altri cinque compositori, l'Associazione “SIMMETRIA” per la quale cura la pubblicazione di un Compact Disc edito da Fonit Cetra e organizza concerti e installazioni sonore: per due anni ne è uno dei direttori responsabili.
Nel 1989 è invitata dall'UNEAC (Associazione Nazionale dei Musicisti Cubani) a realizzare, insieme ad altri compositori italiani, un'opera multimediale dedicata a Che Guevara, in occasione del 30º anniversario della rivoluzione cubana. Tale opera, prodotta in collaborazione con RAI Radio Uno, viene inizialmente realizzata in una versione italiana e trasmessa per radio, e in seguito messa in scena a Cuba in lingua spagnola.
Nel 1992 è una delle compositrici invitate a partecipare a “Presenza Femminile Nella Musica d'Oggi”, serie di trasmissioni monografiche realizzate da RAI Radio Tre. 
Nello stesso anno compone la musica per lo spettacolo “Baut Einer Kein Haus", prodotto dalla Literaturhaus di Francoforte, che va in scena a Francoforte l'8 dicembre 1992.
Nel 1997 pubblica “L'Acustica Della Musica”, un testo che raccoglie il lavoro e le sue esperienze del corso di acustica tenuto, per tre anni, agli studenti del corso di storia della musica sperimentale presso il Conservatorio di Cagliari.
Partecipa regolarmente come autore a festival, rassegne e concerti di musica contemporanea e nel 2009 è uscito il CD “Alte lontane voci”, edito da Taukay Edizioni Musicali, che rappresenta una raccolta dei suoi lavori più rappresentativi scritti dagli anni novanta a oggi. Ha pubblicato con le seguenti case editrici: EDI-PAN di Roma, FONIT CETRA, BMG Ariola Spa, Taukay Edizioni Musicali, BERBEN Edizioni Musicali, Muzzio Editore Padova, Galzerano Editore Salerno.
Insegna Musica Elettronica dal 1992; attualmente è docente presso il Conservatorio “Respighi” di Latina.

## Opere
- FRANGENTE (1982) - nastro magnetico
- FRANGENTE B (1983) - nastro magnetico
- SPECCHI (1985) - oboe e nastro magnetico
- PER CIELI E PIANI (1986) - nastro magnetico
- LUCI DORATE (1987) - soprano, contralto e nastro magnetico
- L'OSPITE DISCRETO (1988) - percussioni enastro magnetico
- CHE - cambiare la prosa del mondo(1989/90) opera multimediale per due voci recitanti, soprano e nastro magnetico (testi di L. Pestalozza. musiche di: M. Bagella, N. Sani, F. Galante, S. Tamburini, G. Marini)
- VIAGGI E PAESAGGI (1989) - voce recitante e nastro magnetico
- LAGHI (1990) - nastro magnetico
- OMBRA (1991) clarinetto e nastro magnetico
- DOPPIA OMBRA (1991) - tre clarinetti e nastro magnetico
- NARCISO (1992) - due flauti e nastro magnetico
- BAUT EINER KEIN HAUS (1992) - musica di scena su nastro magnetico
- KLANG (1995) - basso elettrico e sculture cinetiche
- LESSON ONE (1998) – suoni concreti elaborati e suoni sintetizzati
- C-TIBET (1998) – suoni concreti elaborati e suoni sintetizzati
- BALI-BA (1998) – suoni concreti elaborati e suoni sintetizzati
- GRAFO (2001) – suoni sintetizzati
- ALTE LONTANE VOCI (2002) – flauto e suoni sintetizzati
- SPES (2003) – Coro a 8 voci e suoni sintetizzati
- SINUSOIDE IN CITTA' (2004) – suoni concreti elaborati, suoni sintetizzati e immagini elaborate
- MESI (2006 – 2007) - suoni concreti elaborati e suoni sintetizzati
- TRA LE RIGHE (2007) – Per flauto, suoni concreti, suoni sintetizzati e immagini elaborate
- LIQUIDA (2008) - suoni concreti elaborati e suoni sintetizzati
- LIMNEA (2008) - suoni elaborati e suoni sintetizzati
- TRAT (2009) - suoni elaborati e suoni sintetizzati
- STUDIO 09 (2009) – suoni sintetizzati